# Bec Bunsen
Becul Bunsen este un bec de gaz denumit în onoarea lui Robert Bunsen, și este adesea folosit în laboratoare pentru încălzire, sterilizare și combustie. Combustibilul folosit pentru ardere poate fi gaz natural (în principal metan) sau gaz petrolier lichefiat (propan, butan, sau amestec din cele două).